# 1989 في الولايات المتحدة
فيما يلي قوائم الأحداث التي وقعت خلال عام 1989 في الولايات المتحدة.

## أحداث
- 24 فبراير – الخطوط الجوية المتحدة الرحلة 811
- 15 ديسمبر – كيه إل إم الرحلة 867
- 18 ديسمبر – ذا سيمبسونز
- 19 يوليو – الخطوط الجوية المتحدة رحلة 232

## سياسة

### تعيين في المنصب
- 1 يناير – جان دي هال عضو مجلس نواب أريزونا.
- 1 يناير – جيم غيبونز عضو المجلس النيابي لولاية نيفادا.
- 1 يناير – غوين مور عضو جمعية ولاية ويسكونسن.
- 1 يناير – مايك كوفمان عضو مجلس نواب كولورادو.
- 3 يناير – بوب كيري عضو مجلس الشيوخ الأمريكي.
- 3 يناير – تشاك روب عضو مجلس الشيوخ الأمريكي.
- 3 يناير – دان كوتس عضو مجلس الشيوخ الأمريكي.
- 3 يناير – سليد غورتون عضو مجلس الشيوخ الأمريكي.
- 3 يناير – غريغ لولين عضو مجلس النواب الأمريكي.
- 3 يناير – كريستوفر كوكس عضو مجلس النواب الأمريكي.
- 9 يناير – إيفان بايه حاكم إنديانا [الإنجليزية]‏.
- 20 يناير – باربرا بوش السيدة الأولى للولايات المتحدة.
- 20 يناير – برنت سكوكروفت مستشار الأمن القومي الأمريكي.
- 20 يناير – جورج بوش الأب رئيس الولايات المتحدة.
- 20 يناير – جيمس بيكر وزير الخارجية الأمريكي.
- 20 يناير – لورانس ايغلبرغر نائب وزير خارجية الولايات المتحدة [الإنجليزية]‏.
- 25 يناير – إليزابيث دول وزير العمل الأمريكي.
- 3 فبراير – مانويل لوجان وزير داخلية الولايات المتحدة.
- 6 فبراير – صموئيل ك سكينر وزير النقل الأمريكي.
- 13 فبراير – جاك كمب وزير الإسكان والتنمية المدنية (الولايات المتحدة).
- 1 مارس – لويس سوليفان واد وزير الصحة والخدمات الإنسانية الأمريكي.
- 20 مارس – روبرت غيتس نائب مستشار الأمن القومي (الولايات المتحدة).
- 21 مارس – ديك تشيني وزير الدفاع الأمريكي.
- 19 أبريل – إيلين تشاو نائب وزير النقل الأمريكي [الإنجليزية]‏.
- 24 أبريل – ريتشارد دالي عمدة شيكاغو [الإنجليزية]‏.
- 26 مايو – كين ستار النائب العام للولايات المتحدة [الإنجليزية]‏.
- 12 سبتمبر – بيت جيرين عضو مجلس النواب الأمريكي.
- 1 أكتوبر – كولن باول رئيس هيئة الأركان المشتركة الأمريكية.

### انتهاء فترة المنصب
- 1 يناير – رودي جولياني وكيل المنطقة الجنوبية من نيويورك [الإنجليزية]‏.
- 1 يناير – سيلا ماريا كالديلرون Secretary of State of Puerto Rico [الإنجليزية]‏.
- 1 يناير – كاثلين بلانكو عضو مجلس نواب لويزيانا.
- 3 يناير – بول س تريبل الابن عضو مجلس الشيوخ الأمريكي.
- 3 يناير – جاك كمب عضو مجلس النواب الأمريكي.
- 3 يناير – دان كوتس عضو مجلس النواب الأمريكي.
- 3 يناير – دان كويل عضو مجلس الشيوخ الأمريكي.
- 3 يناير – دانييل جاكسون إيفانز عضو مجلس الشيوخ الأمريكي.
- 3 يناير – مانويل لوجان عضو مجلس النواب الأمريكي.
- 4 يناير – جون سنونو حاكم نيو هامبشاير [الإنجليزية]‏.
- 20 يناير – باربرا بوش السيدة الثانية للولايات المتحدة.
- 20 يناير – بيت سوزا Chief Official White House Photographer [الإنجليزية]‏.
- 20 يناير – جورج شولتز وزير الخارجية الأمريكي.
- 20 يناير – جون نيغروبونتي نائب مستشار الأمن القومي (الولايات المتحدة).
- 20 يناير – جيمس برادي السكرتير الصحفي للبيت الأبيض.
- 20 يناير – جيمس ه بيرنلي الرابع وزير النقل الأمريكي.
- 20 يناير – رونالد ريغان رئيس الولايات المتحدة.
- 20 يناير – ريتشارد ادموند ينج وزير الزراعة في الولايات المتحدة.
- 20 يناير – فرانك كارلوتشي وزير الدفاع الأمريكي.
- 20 يناير – كولن باول مستشار الأمن القومي الأمريكي.
- 20 يناير – نانسي ريغان السيدة الأولى للولايات المتحدة.
- 4 أبريل – بيرني ساندرز عمدة برلينغتون، فيرمونت.
- 25 مايو – بول بريمر منسق مكافحة الإرهاب.
- 31 ديسمبر – إد كوخ عمدة مدينة نيويورك.

## رياضة
- 1 يناير – أمريكا المفتوحة 1989
- 4 يونيو – جائزة الولايات المتحدة الكبرى 1989 الفائز ألن بروست.

## ظهور
- 1 يناير – إلكترونك جيمينغ مونثلي
- 1 يناير – مارلين مانسن
- 1 يناير – هول
- 1 أبريل – جيم برو
- 1 يونيو – إف جي أم-148 جافلن

## أفلام
من الأفلام التي صدرت هذه السنة في الولايات المتحدة:
- 1 يناير – الفتاة العاملة من إخراج مايك نيكولز.
- 1 يناير – المجد من إخراج إدورد زويك.
- 1 يناير – إفعل الصواب من إخراج سبايك لي.
- 1 يناير – برندا ستار من إخراج روبرت إليس ميلر.
- 1 يناير – تانغو وكاش من إخراج أندريه كونشالوفسكي.
- 1 يناير – توصيل الآنسة دايزي من إخراج بروس بيريسفورد.
- 1 يناير – ركلة ملاكم من إخراج Mark DiSalle  [لغات أخرى]‏، ديفيد ورث.
- 1 يناير – روجر وأنا من إخراج مايكل مور.
- 1 يناير – علاقات خطرة من إخراج ستيفن فريرز.
- 1 يناير – قبلة مصاص الدماء من إخراج Robert Bierman [الإنجليزية]‏.
- 1 يناير – للبشرية جمعاء من إخراج Al Reinert [الإنجليزية]‏.
- 1 يناير – هدوء قاتل من إخراج فيليب نويس.
- 1 يناير – هيذرز من إخراج ميخائيل ليمان (مخرج).
- 1 يناير – ولد في الرابع من يوليو من إخراج أوليفر ستون.
- 1 يناير – يو أتش إف
- 1 يناير – يوم الجمعة الثالث عشر الجزء الثامن من إخراج Rob Hedden [الإنجليزية]‏.
- 21 أبريل – حقل الأحلام من إخراج فيل ألدن روبنسون.
- 24 مايو – إنديانا جونز والحملة الأخيرة من إخراج ستيفن سبيلبرغ.
- 2 يونيو – مجتمع الشعراء الأموات من إخراج بيتر وير (مخرج).
- 20 يونيو – فتى الكاراتيه الجزء الثالث من إخراج جون أفليدسن.
- 23 يونيو – باتمان من إخراج تيم برتون.
- 1 يناير – ولد في الرابع من يوليو من إخراج أوليفر ستون.
- 7 يوليو – رخصة للقتل من إخراج جون جلان (مخرج أفلام).
- 7 يوليو – سمكة تدعى وندا من إخراج جون كليز، تشارلز كريتون [الإنجليزية]‏.
- 12 يوليو – عندما التقى هاري بسالي من إخراج روب راينر.
- 29 يوليو – كوكتيل من إخراج روجر دونالدسون.
- 9 سبتمبر – مسيسيبي تحترق من إخراج آلان باركر.
- 22 نوفمبر – العودة إلى المستقبل 2 من إخراج روبرت زيميكس.
- 2 ديسمبر – السلاح العاري: من ملفات فرقة الشرطة! من إخراج ديفيد زاكر.
- 16 ديسمبر – رجل المطر من إخراج باري ليفنسون.

## برامج ومسلسلات وأنمي
- آلف
- السنافر
- غارفيلد والأصدقاء

## موسيقى

### أغاني
من الأغاني التي صدرت هذه السنة في الولايات المتحدة:
- 9 مايو – هكذا ولدت من غناء ليدي غاغا.

## كتب
من الكتب التي صدرت هذه السنة في الولايات المتحدة:
- 1 يناير – العادات السبع للناس الأكثر فعالية من تأليف ستيفن كوفي.
- 1 يناير – حكايات إيفا لونا من تأليف إيزابيل الليندي.
- 1 يناير – دليل الشعور الجيد من تأليف ديفيد بيرنز.
- 1 يناير – زمن القتل من تأليف جون غريشام.
- 1 أكتوبر – الأب من تأليف دانيال ستيل.

## مواليد

### يناير
- 1 يناير – كاتيا باشروش سباحة لبنانية.
- 1 يناير – موالا توتوا لاعب كرة سلة أمريكي.
- 4 يناير – سيسيلي لوبيز عارضة من الولايات المتحدة الأمريكية.
- 4 يناير – غراهام رحال سائق سيارة سباق من الولايات المتحدة الأمريكية.
- 5 يناير – براندون وود لاعب كرة سلة أمريكي.
- 6 يناير – سيرجيو كروش
- 9 يناير – مايكل بيسلي لاعب كرة سلة أمريكي.
- 10 يناير – إميلي ميد ممثلة أمريكية.
- 11 يناير – هانك ثورنس لاعب كرة سلة أمريكي.
- 13 يناير – بو ميرتشوف ممثل كندي.
- 13 يناير – جوستين نوكس لاعب كرة سلة أمريكي.
- 13 يناير – سيولا كلارك الثالث لاعب كرة سلة أمريكي.
- 20 يناير – دواين لاثان لاعب كرة سلة أمريكي.
- 23 يناير – مات هوارد لاعب كرة سلة أمريكي.
- 24 يناير – تاشيا فيليبس لاعبة كرة سلة من الولايات المتحدة الأمريكية.
- 24 يناير – تريفور مباكوي لاعب كرة سلة أمريكي.
- 26 يناير – أنتوني والاس لاعب كرة قدم من الولايات المتحدة الأمريكية.
- 26 يناير – بيلي وايت
- 26 يناير – مارشون بروكس لاعب كرة سلة أمريكي.

### فبراير
- 2 فبراير – إنغريد نيلسن
- 2 فبراير – مايكل تومسون لاعب كرة سلة من الولايات المتحدة الأمريكية.
- 3 فبراير – فانيا كينغ لاعبة كرة مضرب أمريكية.
- 4 فبراير – لافي ألين لاعب كرة سلة أمريكي.
- 6 فبراير – جوني فلين لاعب كرة سلة أمريكي.
- 7 فبراير – أيزاياه توماس لاعب كرة سلة أمريكي.
- 7 فبراير – نيك كالاثيس
- 8 فبراير – جاجوان جونسون لاعب كرة سلة أمريكي.
- 8 فبراير – كورتني فاندرسلوت لاعبة كرة سلة أمريكية.
- 12 فبراير – جوش هارلسون لاعب كرة سلة أمريكي.
- 14 فبراير – بايرون مولينس لاعب كرة سلة أمريكي.
- 15 فبراير – دي جاي غاي لاعب كرة سلة من الولايات المتحدة الأمريكية.
- 16 فبراير – إليزابيث أولسن ممثلة أمريكية.
- 19 فبراير – دانيال آدمز لاعبة كرة سلة من الولايات المتحدة الأمريكية.
- 19 فبراير – كريس هاجان لاعب كرة سلة أمريكي.
- 20 فبراير – جاك فالاهي ممثل أمريكي.
- 20 فبراير – ريكاردو راتليف لاعب كرة سلة أمريكي.
- 21 فبراير – ديمتري ماكامي لاعب كرة سلة أمريكي.
- 21 فبراير – سكوت تايلور كومبتون
- 21 فبراير – كوربن بلو ممثل أمريكي.
- 22 فبراير – أليا سابور رياضياتية أمريكية.
- 23 فبراير – أرمون جونسون لاعب كرة سلة أمريكي.
- 24 فبراير – كوستا كوفوس
- 25 فبراير – آبي وايلد ممثلة أمريكية.
- 25 فبراير – جيمر فرديت لاعب كرة سلة أمريكي.
- 28 فبراير – تشارلز جنكينز لاعب كرة سلة أمريكي.

### مارس
- 1 مارس – دانييلا مونيه
- 4 مارس – ايرين هيثرتون
- 5 مارس – جايك لويد
- 5 مارس – جون تومسون
- 5 مارس – ستيرلينغ نايت
- 6 مارس – دوايت بويكس لاعب كرة سلة أمريكي.
- 8 مارس – روبي هومل لاعب كرة سلة أمريكي.
- 11 مارس – أورلاندو جونسون لاعب كرة سلة أمريكي.
- 11 مارس – تشيس سيمون لاعب كرة سلة أمريكي.
- 11 مارس – مالكولم ديلاني لاعب كرة سلة من الولايات المتحدة الأمريكية.
- 13 مارس – ليزي فيلاسكويز
- 14 مارس – باتريك باترسون لاعب كرة سلة من الولايات المتحدة الأمريكية.
- 14 مارس – كولبي أودونيس موسيقي أمريكي.
- 16 مارس – بليك غريفين لاعب كرة سلة من الولايات المتحدة الأمريكية.
- 22 مارس – بن كينج درّاج طريق من الولايات المتحدة الأمريكية.
- 22 مارس – جازمار فيرغسون لاعب كرة سلة أمريكي.
- 23 مارس – جوليا كوهين لاعبة كرة مضرب أمريكية.
- 24 مارس – خوسيه زيبيدا
- 25 مارس – أليسون ميشالكا
- 25 مارس – جيمس أندرسون لاعب كرة سلة من الولايات المتحدة الأمريكية.
- 27 مارس – جيرمين لوف لاعب كرة سلة أمريكي.
- 27 مارس – مات هارفي لاعب كرة قاعدة من الولايات المتحدة الأمريكية.
- 28 مارس – زاك غراهام لاعب كرة سلة أمريكي.
- 28 مارس – شاستيتي ريد لاعبة كرة سلة من الولايات المتحدة الأمريكية.
- 29 مارس – بريستون نولز لاعب كرة سلة أمريكي.
- 29 مارس – لاتافيوس ويليامز لاعب كرة سلة أمريكي.
- 30 مارس – ناتالي باك
- 30 مارس – ويل هدسون لاعب كرة سلة أمريكي.

### أبريل
- 2 أبريل – دوريل سمرز لاعب كرة سلة أمريكي.
- 4 أبريل – نواه دهلمان لاعب كرة سلة أمريكي.
- 5 أبريل – جوستين هوليداي لاعب كرة سلة أمريكي.
- 8 أبريل – ستيفن غراي لاعب كرة سلة أمريكي.
- 9 أبريل – جولي ووجتا لاعبة كرة سلة من الولايات المتحدة الأمريكية.
- 10 أبريل – سي جي باركر مصارع محترف من الولايات المتحدة الأمريكية.
- 11 أبريل – آريا ديواري مصارع أمريكي محترف من أصل إراني، يشارك حاليا في بطولة WWE..
- 11 أبريل – كايل ديفيز لاعب كرة قدم من الولايات المتحدة الأمريكية.
- 12 أبريل – ميغيل آنخل بونسي لاعب كرة قدم مكسيكي.
- 14 أبريل – كايلا بيدرسن لاعبة كرة سلة أمريكية.
- 14 أبريل – ميكي ماكونيل لاعب كرة سلة أمريكي.
- 17 أبريل – بو ناب
- 17 أبريل – داريوس آدامز لاعب كرة سلة من الولايات المتحدة الأمريكية.
- 18 أبريل – جيسيكا جونغ
- 18 أبريل – عليا شوكت
- 19 أبريل – اشلي ايفرت
- 20 أبريل – ألكسندر بلاك ممثل أمريكي.
- 20 أبريل – نينا دافولوري عارضة من الولايات المتحدة الأمريكية.
- 22 أبريل – دوان بلير لاعب كرة سلة أمريكي.
- 27 أبريل – إميلي ريوس ممثلة أمريكية.
- 27 أبريل – لاشارد أندرسون لاعب كرة سلة أمريكي.
- 28 أبريل – مارثا هانت

### مايو
- 2 مايو – جانيت بوهلن لاعبة كرة سلة أمريكية.
- 2 مايو – داريو هانت لاعب كرة سلة أمريكي.
- 2 مايو – سام تسوي موسيقي أمريكي.
- 4 مايو – كاميرون جونز لاعب كرة سلة أمريكي.
- 5 مايو – كريس براون
- 6 مايو – أوستن فريمان لاعب كرة سلة أمريكي.
- 7 مايو – مايكل ستوكتون لاعب كرة سلة أمريكي.
- 8 مايو – خوسيه بيدرازا
- 9 مايو – كيمبرلي كوتس لاعبة كرة مضرب أمريكية.
- 9 مايو – نايل دي ماركو عارض من الولايات المتحدة الأمريكية.
- 10 مايو – براد تينسلي لاعب كرة سلة أمريكي.
- 10 مايو – جيسي فارغاس ملاكم من الولايات المتحدة الأمريكية.
- 10 مايو – دانييل روبنسون لاعبة كرة سلة أمريكية.
- 10 مايو – ليندساي شو ممثلة أمريكية.
- 11 مايو – برينس رويس
- 14 مايو – جون لور لاعب كرة سلة أمريكي.
- 14 مايو – روب غرونكوسكي
- 15 مايو – سوني مغنية كورية جنوبية.
- 16 مايو – راندي كولبيبر لاعب كرة سلة أمريكي.
- 16 مايو – كيلي كين لاعبة كرة سلة أمريكية.
- 17 مايو – بريدون هوبز لاعب كرة سلة أمريكي.
- 19 مايو – جريج سلوتر لاعب كرة سلة فلبيني.
- 19 مايو – جيلان كونيل ممثل أمريكي.
- 23 مايو – ريجي هاميلتون لاعب كرة سلة أمريكي.
- 24 مايو – جي إيزي موسيقي أمريكي.
- 24 مايو – كالين لوكاس لاعب كرة سلة أمريكي.
- 25 مايو – جامار سامويلز لاعب كرة سلة أمريكي.
- 26 مايو – ريك جاكسون لاعب كرة سلة أمريكي.
- 27 مايو – رامون مور لاعب كرة سلة أمريكي.
- 28 مايو – إسحاق بوتس
- 29 مايو – براندون سميث ممثل أمريكي.
- 29 مايو – ريلي كيو
- 30 مايو – آيلي
- 30 مايو – كيفن كوفيس

### يونيو
- 2 يونيو – مايكل دونيغان لاعب كرة سلة أمريكي.
- 3 يونيو – كاتي هوف سبّاحة من الولايات المتحدة الأمريكية.
- 5 يونيو – إد ديفيز لاعب كرة سلة أمريكي.
- 5 يونيو – جيسي ساندرز
- 6 يونيو – روبرت ساكر
- 9 يونيو – لوغان براونينغ ممثلة أمريكية.
- 10 يونيو – دياندري كين لاعب كرة سلة أمريكي.
- 10 يونيو – كريستال توماس لاعبة كرة سلة من الولايات المتحدة الأمريكية.
- 11 يونيو – مايا مور لاعبة كرة سلة أمريكية.
- 12 يونيو – جيف بروكس لاعب كرة سلة أمريكي.
- 13 يونيو – حسن وايتسايد لاعب كرة سلة أمريكي.
- 14 يونيو – كوري هيغنز لاعب كرة سلة أمريكي.
- 14 يونيو – لوسي هيل
- 15 يونيو – بايلي مصارعة محترفة من الولايات المتحدة الأمريكية.
- 15 يونيو – بريان كلاوسون سائق سيارة سباق من الولايات المتحدة الأمريكية.
- 17 يونيو – سيمون باتل
- 18 يونيو – رينيه أولستيد
- 20 يونيو – أشلي وينهولد لاعبة كرة مضرب أمريكية.
- 20 يونيو – إليوت وليامز لاعب كرة سلة أمريكي.
- 20 يونيو – كريستوفر مينتز-بلاز ممثل أمريكي.
- 20 يونيو – لوك بابيت لاعب كرة سلة أمريكي.
- 21 يونيو – جامار أبرامز لاعب كرة سلة أمريكي.
- 21 يونيو – ديمونتي هاربر لاعب كرة سلة أمريكي.
- 22 يونيو – بينيتو سانتياغو جونيور
- 25 يونيو – كريس بروشو ممثل أمريكي.
- 28 يونيو – ماركيبلاير
- 29 يونيو – كولتون إيفرسون لاعب كرة سلة أمريكي.

### يوليو
- 1 يوليو – كينت بازيموري لاعب كرة سلة أمريكي.
- 2 يوليو – أليكس مورغان لاعبة كرة قدم أمريكية.
- 3 يوليو – إيل كينغ
- 3 يوليو – بول جونز
- 3 يوليو – كيني غابرييل لاعب كرة سلة من الولايات المتحدة الأمريكية.
- 4 يوليو – أليسا ميلر عارضة من الولايات المتحدة الأمريكية.
- 4 يوليو – مارك ليونس لاعب كرة سلة أمريكي.
- 5 يوليو – آدم كول مصارع محترف من الولايات المتحدة الأمريكية.
- 5 يوليو – شون أوبري عارض من الولايات المتحدة الأمريكية.
- 7 يوليو – سكايلر بولين
- 8 يوليو – راكيم ساندرز لاعب كرة سلة من الولايات المتحدة الأمريكية.
- 11 يوليو – ديفيد هنري ممثل أمريكي.
- 13 يوليو – توني تايلور لاعب كرة قدم من الولايات المتحدة الأمريكية.
- 15 يوليو – تريستان وايلد ممثل أمريكي.
- 16 يوليو – توني بيشوب لاعب كرة سلة أمريكي.
- 16 يوليو – ساديل روخاس
- 19 يوليو – كارولين سوردز لاعبة كرة سلة من الولايات المتحدة الأمريكية.
- 20 يوليو – روتني كلارك لاعب كرة سلة أمريكي.
- 21 يوليو – روري كولكين ممثل أمريكي.
- 22 يوليو – كيث رايت لاعب كرة سلة من الولايات المتحدة الأمريكية.
- 22 يوليو – كيغان ألين ممثل أمريكي.
- 23 يوليو – دونالد يانج لاعب كرة مضرب أمريكي.
- 25 يوليو – أندرو كالدويل ممثل أمريكي.
- 25 يوليو – براد واناماكير لاعب كرة سلة أمريكي.
- 28 يوليو – أدريان برونر
- 28 يوليو – أنجيلو كالويارو
- 30 يوليو – لوك سيكما لاعب كرة سلة أمريكي.
- 31 يوليو – الكسيس ناب ممثلة أمريكية.
- 31 يوليو – جيسيكا وليامز
- 31 يوليو – زيلدا ويليامز ممثلة أمريكية.
- 31 يوليو – موريس ساتون لاعب كرة سلة أمريكي.

### أغسطس
- 1 أغسطس – تيفاني هوانغ
- 1 أغسطس – مالكولم أرمستيد لاعب كرة سلة أمريكي.
- 6 أغسطس – سيدني كولسون لاعبة كرة سلة من الولايات المتحدة الأمريكية.
- 7 أغسطس – توني ميتشل لاعب كرة سلة أمريكي.
- 7 أغسطس – ديمار ديروزان لاعب كرة سلة من الولايات المتحدة الأمريكية.
- 8 أغسطس – الي كاوبرين ممثلة أمريكية.
- 8 أغسطس – سكوتي هوبسون لاعب كرة سلة أمريكي.
- 8 أغسطس – كين باومان
- 11 أغسطس – نيك مينيراث لاعب كرة سلة أمريكي.
- 12 أغسطس – دواين ديدمون لاعب كرة سلة أمريكي.
- 12 أغسطس – سكوت بامفورث لاعب كرة سلة أمريكي.
- 13 أغسطس – جوستين غرين لاعب كرة سلة أمريكي.
- 14 أغسطس – أوغستين روبيت لاعب كرة سلة أمريكي.
- 15 أغسطس – جو جوناس ممثل أمريكي.
- 15 أغسطس – كارلوس بينا فيغا
- 21 أغسطس – تو هولواي لاعب كرة سلة أمريكي.
- 21 أغسطس – دانيال كاستانو
- 21 أغسطس – روبرتو ماروكوين ملاكم من الولايات المتحدة الأمريكية.
- 21 أغسطس – هايدن بانتير
- 22 أغسطس – مايكل ميكلون لاعب كرة مضرب أمريكي.
- 23 أغسطس – جريج جنكينز لاعب كرة قدم أمريكي.
- 23 أغسطس – كايل ويمس لاعب كرة سلة أمريكي.
- 25 أغسطس – ديفين سيرسي لاعب كرة سلة أمريكي.
- 25 أغسطس – كايل كوريك لاعب كرة سلة من الولايات المتحدة الأمريكية.
- 25 أغسطس – كيفين جونز لاعب كرة سلة أمريكي.
- 26 أغسطس – جيمس هاردن لاعب كرة سلة أمريكي.
- 30 أغسطس – بيبي ريكسا
- 30 أغسطس – جوستين هاربر لاعب كرة سلة أمريكي.

### سبتمبر
- 2 سبتمبر – ماركوس موريس لاعب كرة سلة أمريكي.
- 2 سبتمبر – ماركيف موريس لاعب كرة سلة أمريكي.
- 4 سبتمبر – توارلين فيتزباتريك لاعب كرة سلة أمريكي.
- 5 سبتمبر – إيلينا ديلي دونه لاعبة كرة سلة أمريكية.
- 5 سبتمبر – بريان كونكلين لاعب كرة سلة من الولايات المتحدة الأمريكية.
- 10 سبتمبر – أليكسا جلاتش لاعبة كرة مضرب أمريكية.
- 11 سبتمبر – كريمة كريسماس لاعبة كرة سلة من الولايات المتحدة الأمريكية.
- 12 سبتمبر – رون أندرسون لاعب كرة سلة أمريكي.
- 12 سبتمبر – كايل بارون لاعب كرة سلة من الولايات المتحدة الأمريكية.
- 13 سبتمبر – راي ويليس لاعب كرة سلة أمريكي.
- 14 سبتمبر – جوناثان سيمونز لاعب كرة سلة أمريكي.
- 14 سبتمبر – جيمي بتلر لاعب كرة سلة أمريكي.
- 14 سبتمبر – ريان روسيتر لاعب كرة سلة أمريكي.
- 14 سبتمبر – لوغان هندرسون
- 15 سبتمبر – جوليان غامبل لاعب كرة سلة من الولايات المتحدة الأمريكية.
- 15 سبتمبر – داريل ويليامز لاعب كرة سلة أمريكي.
- 15 سبتمبر – هيو روبرتسون
- 17 سبتمبر – تيم أبروميتيس لاعب كرة سلة أمريكي.
- 19 سبتمبر – تيرك إيفنز لاعب كرة سلة أمريكي.
- 19 سبتمبر – فيكتوريا دونلاب لاعبة كرة سلة أمريكية.
- 20 سبتمبر – أيزيا فيلمور لاعب كرة سلة ألماني.
- 20 سبتمبر – تيفاني هايز لاعبة كرة سلة أمريكية.
- 20 سبتمبر – لويس جاكسون لاعب كرة سلة أمريكي.
- 21 سبتمبر – جيسون ديرولو
- 21 سبتمبر – ماني هاريس لاعب كرة سلة أمريكي.
- 23 سبتمبر – براندون جينينغز لاعب كرة سلة أمريكي.
- 28 سبتمبر – داريوس جونسون أودوم لاعب كرة سلة أمريكي.
- 30 سبتمبر – جاسمين توماس لاعبة كرة سلة أمريكية.
- 30 سبتمبر – جوردن تايلور لاعب كرة سلة أمريكي.

### أكتوبر
- 1 أكتوبر – بري لارسون
- 1 أكتوبر – لورين ألبانيز لاعبة كرة مضرب أمريكية.
- 2 أكتوبر – جورج هوتز
- 4 أكتوبر – داكوتا جونسون
- 4 أكتوبر – كارلن براون لاعب كرة سلة أمريكي.
- 4 أكتوبر – ليل ماما
- 5 أكتوبر – جيريم أندرسون لاعب كرة سلة من الولايات المتحدة الأمريكية.
- 8 أكتوبر – ديفيريو بيترز لاعبة كرة سلة من الولايات المتحدة الأمريكية.
- 9 أكتوبر – براد لويسينغ لاعب كرة سلة أمريكي.
- 9 أكتوبر – ديشون ستيفنز لاعب كرة سلة أمريكي.
- 10 أكتوبر – إيمي تيغاردن
- 10 أكتوبر – جاكوب بولن لاعب كرة سلة أمريكي.
- 12 أكتوبر – دي بوست لاعب كرة سلة أمريكي.
- 15 أكتوبر – أوغستس جيلكريست لاعب كرة سلة أمريكي.
- 15 أكتوبر – كيفن ديلارد لاعب كرة سلة أمريكي.
- 15 أكتوبر – يانسي غيتس لاعب كرة سلة أمريكي.
- 18 أكتوبر – كيني فريس لاعب كرة سلة أمريكي.
- 18 أكتوبر – لاسي غرين
- 22 أكتوبر – ويلي وارن لاعب كرة سلة أمريكي.
- 23 أكتوبر – إيزيس تايلور ممثلة اباحية أمريكية.
- 24 أكتوبر – كين براون لاعب كرة سلة من الولايات المتحدة الأمريكية.
- 28 أكتوبر – ديفين إيبانكس لاعب كرة سلة أمريكي.
- 28 أكتوبر – غريغ مانجانو لاعب كرة سلة أمريكي.
- 30 أكتوبر – سيث أدكنز
- 31 أكتوبر – مايك موريسون لاعب كرة سلة من الولايات المتحدة الأمريكية.

### نوفمبر
- 2 نوفمبر – كاتلين تارفر
- 2 نوفمبر – ناتالي بلوسكوتا لاعبة كرة مضرب أمريكية.
- 4 نوفمبر – كريس رايت لاعب كرة سلة أمريكي.
- 5 نوفمبر – دي جاي كينيدي لاعب كرة سلة أمريكي.
- 5 نوفمبر – كريستوفر أفالوس ملاكم من الولايات المتحدة الأمريكية.
- 6 نوفمبر – بريان فيتسباتريك
- 6 نوفمبر – جوزي ألتيدور لاعب كرة قدم أمريكي.
- 8 نوفمبر – توريه موري لاعب كرة سلة أمريكي.
- 8 نوفمبر – لامونت ميدلتون لاعب كرة سلة أمريكي.
- 10 نوفمبر – سكوت سوجز لاعب كرة سلة أمريكي.
- 11 نوفمبر – جو راجلاند لاعب كرة سلة أمريكي.
- 12 نوفمبر – كورتني كليمنتس لاعبة كرة سلة من الولايات المتحدة الأمريكية.
- 14 نوفمبر – ستيلا ميف
- 19 نوفمبر – كانديس نيوميكر
- 19 نوفمبر – كينيث فريد لاعب كرة سلة من الولايات المتحدة الأمريكية.
- 20 نوفمبر – دومنيك دولتون ملاكم من الولايات المتحدة الأمريكية.
- 20 نوفمبر – كودي لينلي
- 21 نوفمبر – كريس سينغلتون لاعب كرة سلة أمريكي.
- 22 نوفمبر – ألدن إرينيرك ممثل أمريكي.
- 24 نوفمبر – إيفان رافينيل لاعب كرة سلة من الولايات المتحدة الأمريكية.
- 26 نوفمبر – ماريا سانشيز لاعبة كرة مضرب أمريكية.
- 27 نوفمبر – دواين ديفيس لاعب كرة سلة أمريكي.
- 27 نوفمبر – كايل كيسي لاعب كرة سلة من الولايات المتحدة الأمريكية.
- 28 نوفمبر – جوش ماجيت لاعب كرة سلة أمريكي.
- 28 نوفمبر – دي جاي سيلي لاعب كرة سلة أمريكي.
- 29 نوفمبر – دومينيك موريسون لاعب كرة سلة أمريكي.

### ديسمبر
- 3 ديسمبر – آرون فولر لاعب كرة سلة أمريكي.
- 6 ديسمبر – ديشونا باربر
- 7 ديسمبر – كيلب لاندري جونز ممثل أمريكي.
- 9 ديسمبر – إريك بلدسو لاعب كرة سلة أمريكي.
- 9 ديسمبر – إيلي إيفانز
- 11 ديسمبر – جوردان ثيودور لاعب كرة سلة من الولايات المتحدة الأمريكية.
- 11 ديسمبر – شاين جونسون لاعب كرة قدم من الولايات المتحدة الأمريكية.
- 11 ديسمبر – غلين تابيا ملاكم من الولايات المتحدة الأمريكية.
- 13 ديسمبر – تايلور سويفت مغنية ومؤلفة أغاني أمريكية.
- 13 ديسمبر – كاثرين شوارزنيغر كاتبة من الولايات المتحدة الأمريكية.
- 14 ديسمبر – ميتشل وات لاعب كرة سلة أمريكي.
- 15 ديسمبر – أنتوني مايلز لاعب كرة سلة من الولايات المتحدة الأمريكية.
- 16 ديسمبر – ريجي جونسون لاعب كرة سلة أمريكي.
- 18 ديسمبر – أشلي بينسون
- 18 ديسمبر – شوجار رودجرز لاعبة كرة سلة من الولايات المتحدة الأمريكية.
- 21 ديسمبر – ماركوس كابرز لاعب كرة سلة من الولايات المتحدة الأمريكية.
- 22 ديسمبر – جوردين سباركس
- 24 ديسمبر – ديون ديكسون لاعب كرة سلة أمريكي.
- 24 ديسمبر – ستيف جونسون لاعب كرة مضرب أمريكي.
- 26 ديسمبر – براندون ميلر لاعب كرة قدم من الولايات المتحدة الأمريكية.
- 29 ديسمبر – جين ليفي ممثلة أمريكية.
- 30 ديسمبر – كين هورتون لاعب كرة سلة أمريكي.

## وفيات

### يناير
- 9 يناير – ريتشارد بر (مواليد 1917) مخرج مسرحي من الولايات المتحدة الأمريكية.
- 9 يناير – مارشال هارفي ستون (مواليد 1903) رياضياتي أمريكي.
- 21 يناير – بيلي تيبتون (مواليد 1914)
- 24 يناير – تيد بندي (مواليد 1946) قاتل متسلسل أمريكي.
- 26 يناير – وليام فورست (مواليد 1902)
- 30 يناير – جاك جورج (مواليد 1928) لاعب كرة سلة أمريكي.

### فبراير
- 1 فبراير – وليام كامبل ستير (مواليد 1907)
- 3 فبراير – جون كاسافيتز (مواليد 1929)
- 6 فبراير – باربرا توكمان (مواليد 1912)
- 10 فبراير – واين هايز (مواليد 1911) سياسي أمريكي.
- 11 فبراير – ليون فستنغر (مواليد 1919) عالم نفس أمريكي.

### مارس
- 11 مارس – ماكلوي (مواليد 1895) سياسي أمريكي.
- 11 مارس – وليام تشالي (مواليد 1904)
- 12 مارس – كارلوس تيري (مواليد 1956) لاعب كرة سلة من الولايات المتحدة الأمريكية.
- 17 مارس – ميريت بوتريك (مواليد 1959)
- 18 مارس – ماكس تيشلر (مواليد 1906) كيميائي أمريكي.
- 19 مارس – جولييت كومبتون (مواليد 1899) ممثلة أمريكية.
- 27 مارس – ماي أليسون (مواليد 1890) ممثلة أمريكية.

### أبريل
- 7 أبريل – ألبرتو مورين (مواليد 1902) ممثل من الولايات المتحدة الأمريكية.
- 12 أبريل – شوجار ري روبنسون (مواليد 1921) ملاكم من الولايات المتحدة الأمريكية.
- 15 أبريل – كوني سيمونز (مواليد 1925) لاعب كرة سلة أمريكي.
- 26 أبريل – لوسيل بال (مواليد 1911)

### مايو
- 7 مايو – إيرل هاميلتون (مواليد 1899) مؤرخ أمريكي.
- 10 مايو – هاسلر وايتني (مواليد 1907) رياضياتي أمريكي.
- 11 مايو – إستيبان دي خيسوس (مواليد 1951)
- 27 مارس – ماي أليسون (مواليد 1890) ممثلة أمريكية.
- 28 مايو – والي أنديرزوناس (مواليد 1946) لاعب كرة سلة أمريكي.

### يونيو
- 1 يونيو – إدوارد جي. مكشين (مواليد 1904) رياضياتي أمريكي.
- 9 يونيو – جورج بيدل (مواليد 1903) سياسي أمريكي.
- 11 يونيو – جاك ماكماهون (مواليد 1928)
- 14 يونيو – سكوت روس (مواليد 1951) موسيقي أمريكي.
- 15 يونيو – فيكتور فرينش (مواليد 1934)
- 18 يونيو – إيزيدور فينشتاين ستون (مواليد 1907)
- 18 يونيو – جورج بيمنتل (مواليد 1922)

### يوليو
- 2 يوليو – ولفريد سيلارز (مواليد 1912) فيلسوف أمريكي.
- 3 يوليو – جيم باكوس (مواليد 1913)
- 10 يوليو – ميل بلانك (مواليد 1908)
- 28 يوليو – جيف ريتشاردز (مواليد 1924)

### أغسطس
- 9 أغسطس – ريتشارد ألكسندر (مواليد 1902) ممثل من الولايات المتحدة الأمريكية.
- 14 أغسطس – روبرت ب. أندرسون (مواليد 1910) سياسي أمريكي.
- 14 أغسطس – ريكي بيري (مواليد 1964) لاعب كرة سلة أمريكي.
- 22 أغسطس – هيوي ب نيوتن (مواليد 1942)
- 30 أغسطس – جو دي سانتيس (مواليد 1909)

### سبتمبر
- 9 سبتمبر – تيم هوفي (مواليد 1945)
- 13 سبتمبر – تشارلز ه .راسل (مواليد 1903) سياسي أمريكي.
- 15 سبتمبر – روبرت بن وارن (مواليد 1905)
- 18 سبتمبر – جاك سميث (مواليد 1932)
- 20 سبتمبر – ريتشي جينثر (مواليد 1930)
- 29 سبتمبر – دوروثي أندروس (مواليد 1908) لاعبة كرة مضرب من الولايات المتحدة.

### أكتوبر
- 6 أكتوبر – بيت ديفيس (مواليد 1908)
- 6 أكتوبر – هوارد جارنز (مواليد 1905) مهندس معماري من الولايات المتحدة الأمريكية.
- 11 أكتوبر – إم. كينج هوبرت (مواليد 1903)
- 15 أكتوبر – سكوت اوديل (مواليد 1898) كاتب أدب أطفال أمريكي.
- 18 أكتوبر – ستان مياسيك (مواليد 1924) لاعب كرة سلة أمريكي.
- 25 أكتوبر – ماري ماكارثي (مواليد 1912) كاتبة أمريكية.

### نوفمبر
- 8 نوفمبر – روبرت جيرينجر (مواليد 1926) ممثل أمريكي.
- 15 نوفمبر – كونستانس بيني (مواليد 1896)
- 22 نوفمبر – سي سي بيك (مواليد 1910) فنان قصص مصورة من الولايات المتحدة الأمريكية.

### ديسمبر
- 1 ديسمبر – آلفين إيلي (مواليد 1931)
- 16 ديسمبر – لي فان كليف (مواليد 1925)